# Église Saint-Martin de Dettey
L'église Saint-Martin de Dettey est une église située sur le territoire de la commune de Dettey, dans le département français de Saône-et-Loire et la région Bourgogne-Franche-Comté.

## Historique
L'église, romane, date de la fin du XIe ou du début du XIIe siècle. 
À la Révolution, elle fut dépouillée de son mobilier : les objets en cuivre, argent et bronze furent envoyés aux fonderies du Creusot, le 9 octobre 1793, dont une cloche pesant 668 livres.
Elle a été restaurée à de nombreuses reprises, la dernière restauration datant de 1989, aux frais du conseil général de Saône-et-Loire et de la commune.

## Architecture
Trapue, massive, l'église est entièrement appareillée du solide granite local. 
Elle se compose d'une nef unique, d'une travée de chœur et d'une abside semi-circulaire.
Elle est dominée par un clocher carré, qui se termine par une courte pyramide (à l'étage du beffroi, celui-ci est ajouré de fenêtres romanes géminées à colonnettes médianes au nord et à l'est et d’une simple baie en plein cintre au sud et à l'ouest). 
Le chevet, couvert de tuiles rondes, dispose d'une corniche ornée de modillons sculptés.

## Mobilier
L'église renferme entre autres une statue en bois de saint Martin (important groupe en bois polychrome du XVIe siècle, montrant le saint sur son cheval donnant la moitié de son manteau à un pauvre à Amiens, celui-ci rengainant son épée après avoir coupé son manteau en deux).
On y voit aussi une statue en bois peint (XVIe siècle) de saint Hubert, identifié à son cor de chasse (qu'il porte en bandoulière) et à son chien. Habillé de chausses, les cheveux bouclés, il a les mains jointes.

## Culte
L'église de Dettey, dédiée à saint Martin, est un lieu de culte catholique.
Édifice consacré du diocèse d'Autun, elle relève de la paroisse Sainte-Jeanne-de-Chantal (siège à Étang-sur-Arroux), qui en est affectataire au titre de la loi de 1905.